# ロンドン・ブリッジ駅

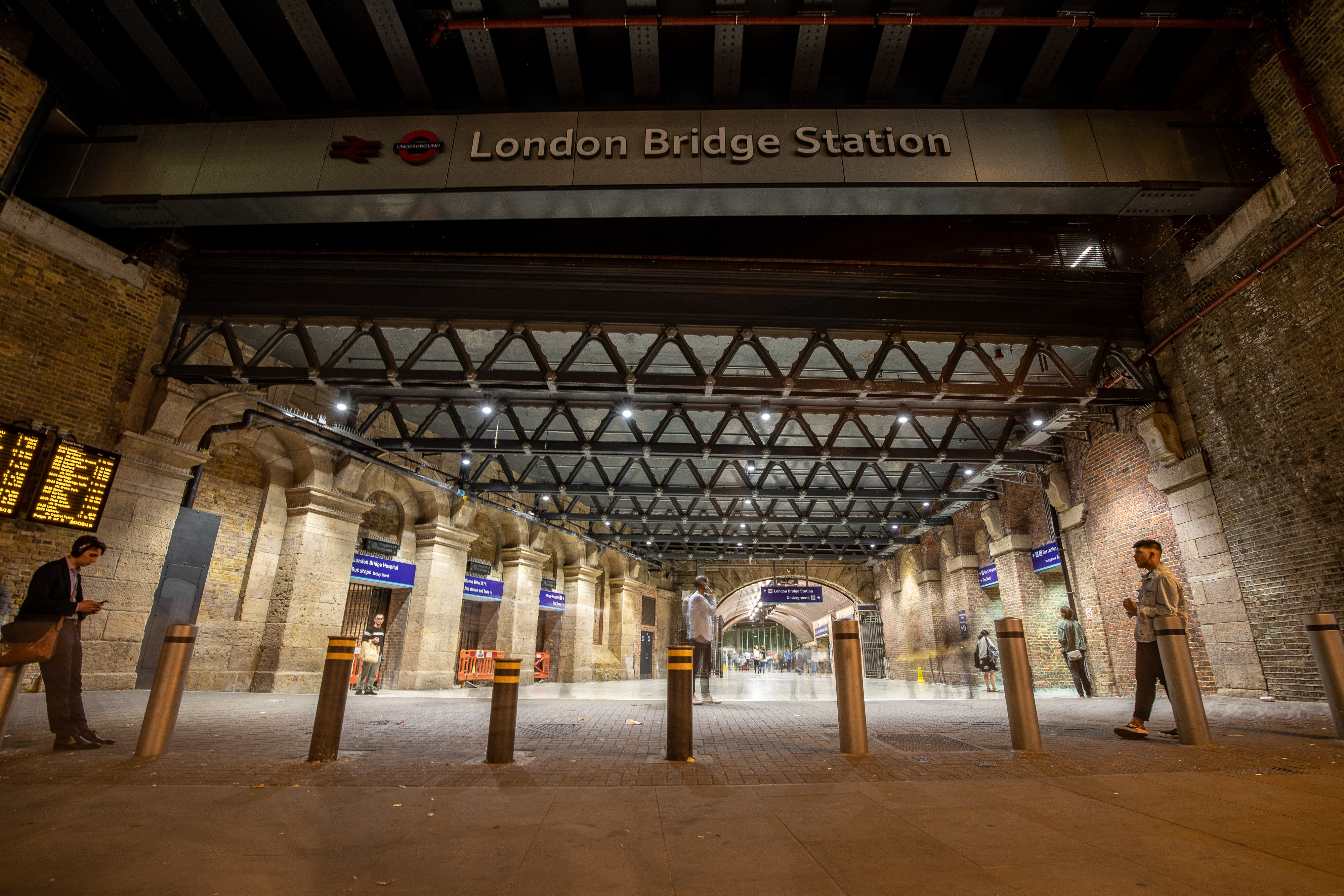
駅北口

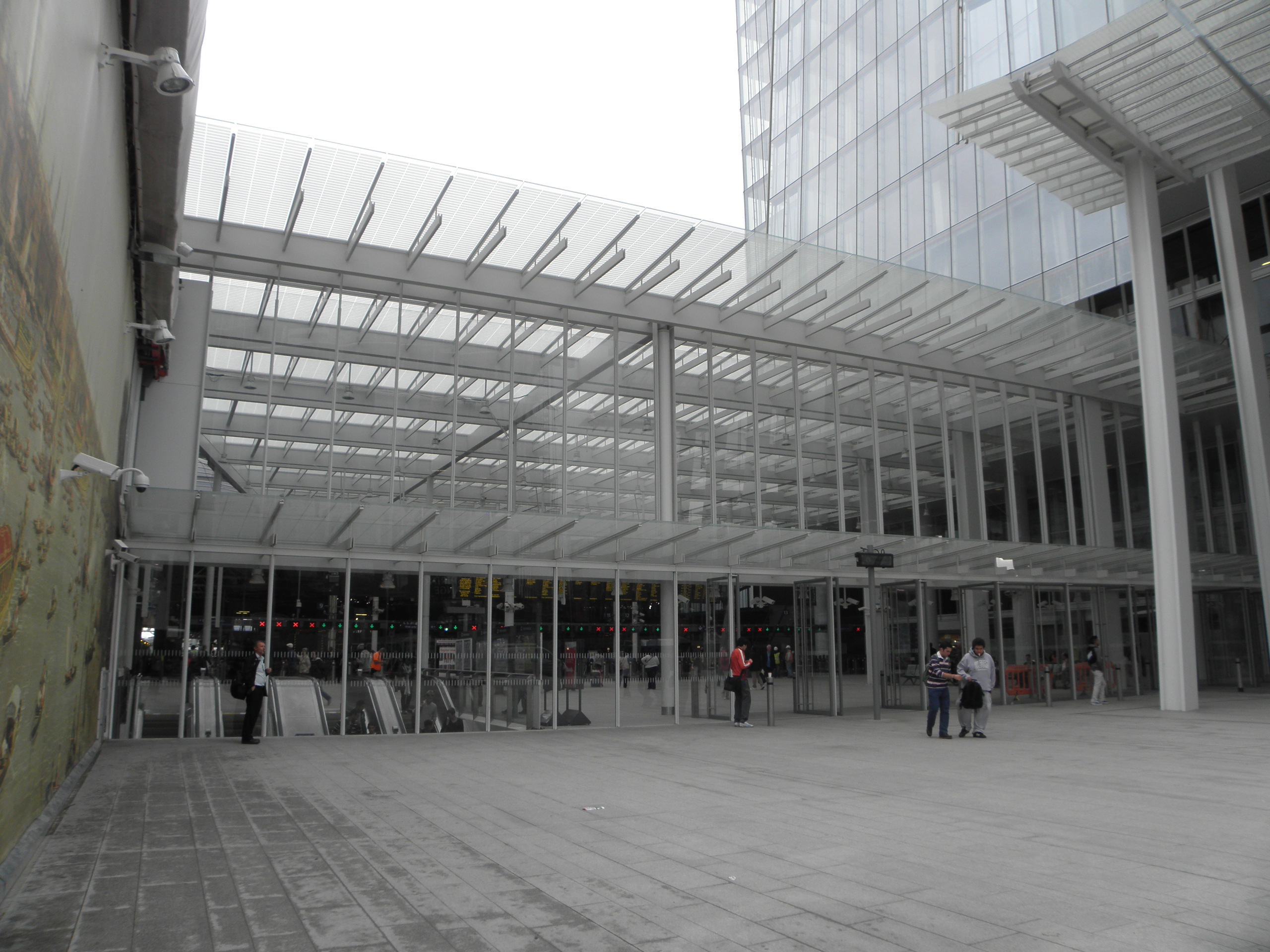
「ザ・シャード」側の駅入り口

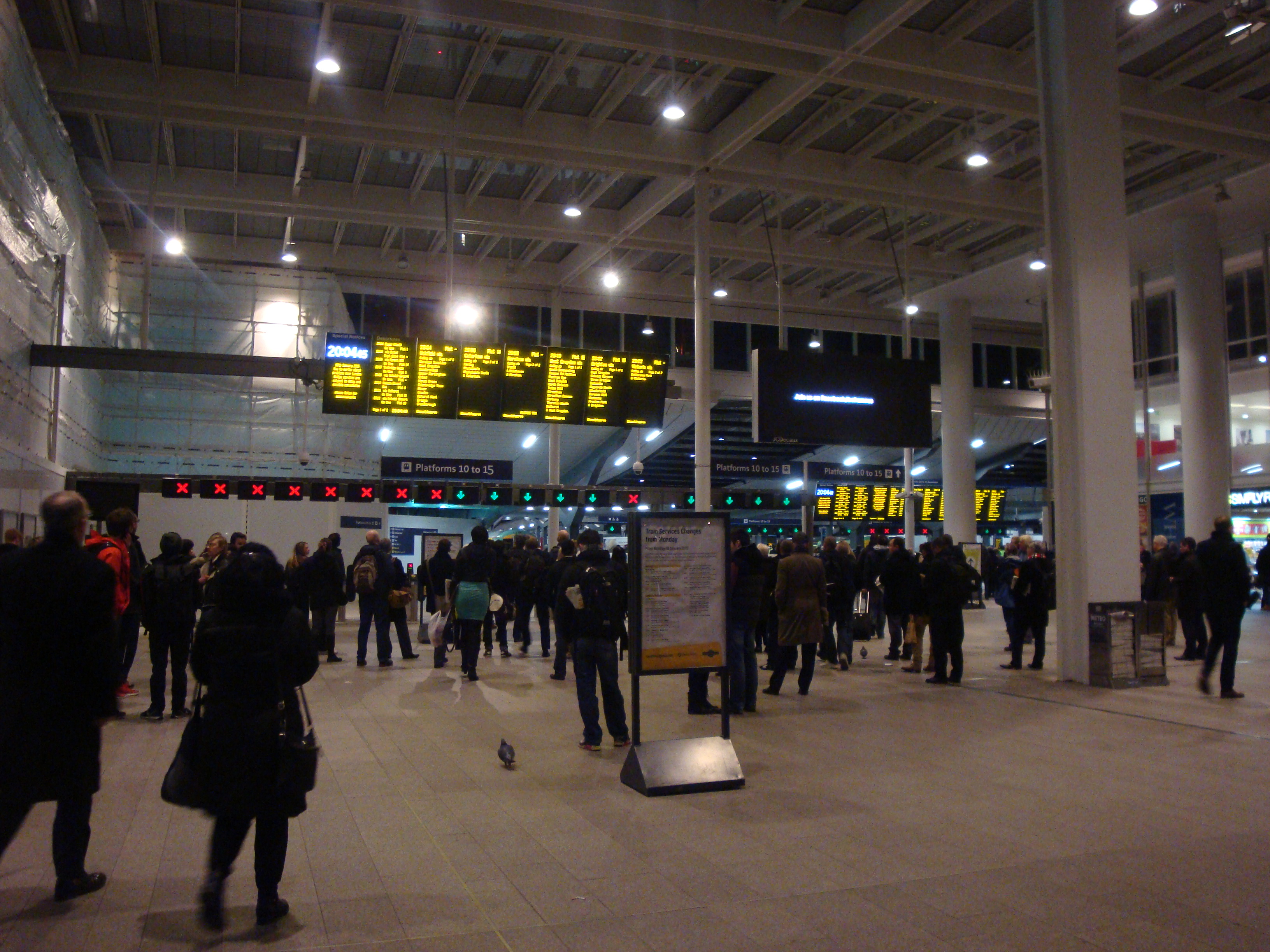
改札

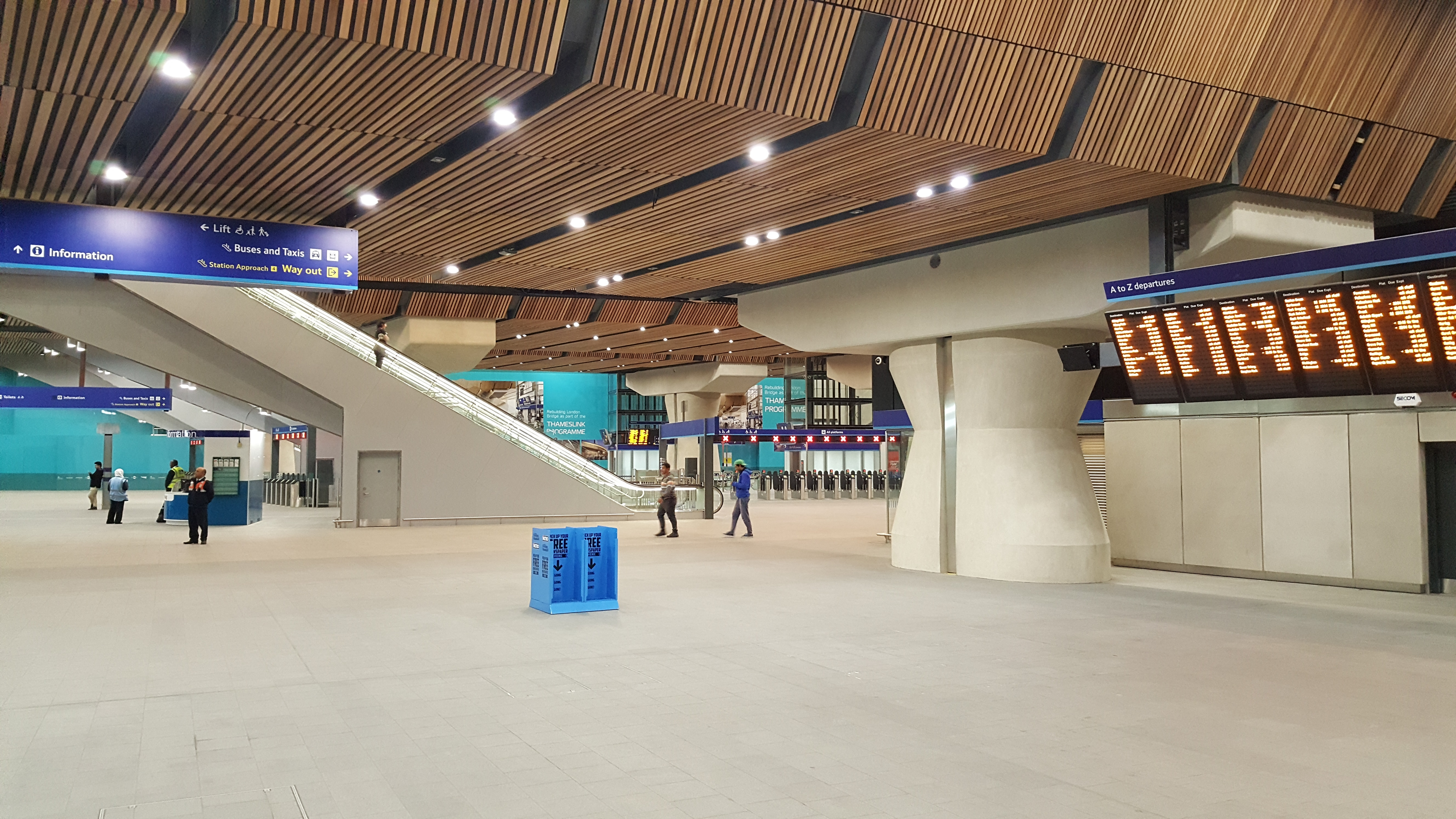
高架下のコンコース

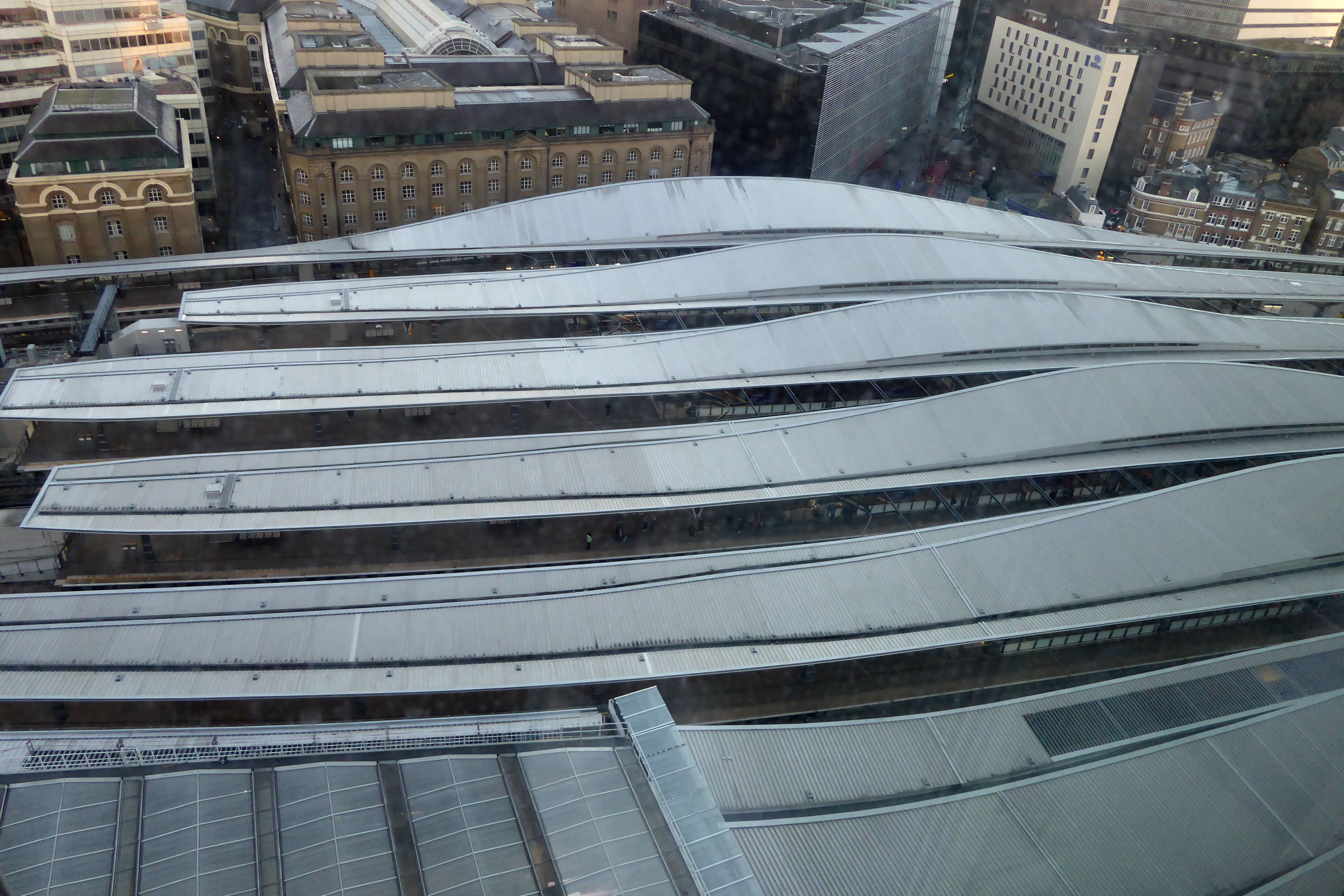
プラットフォーム　上から

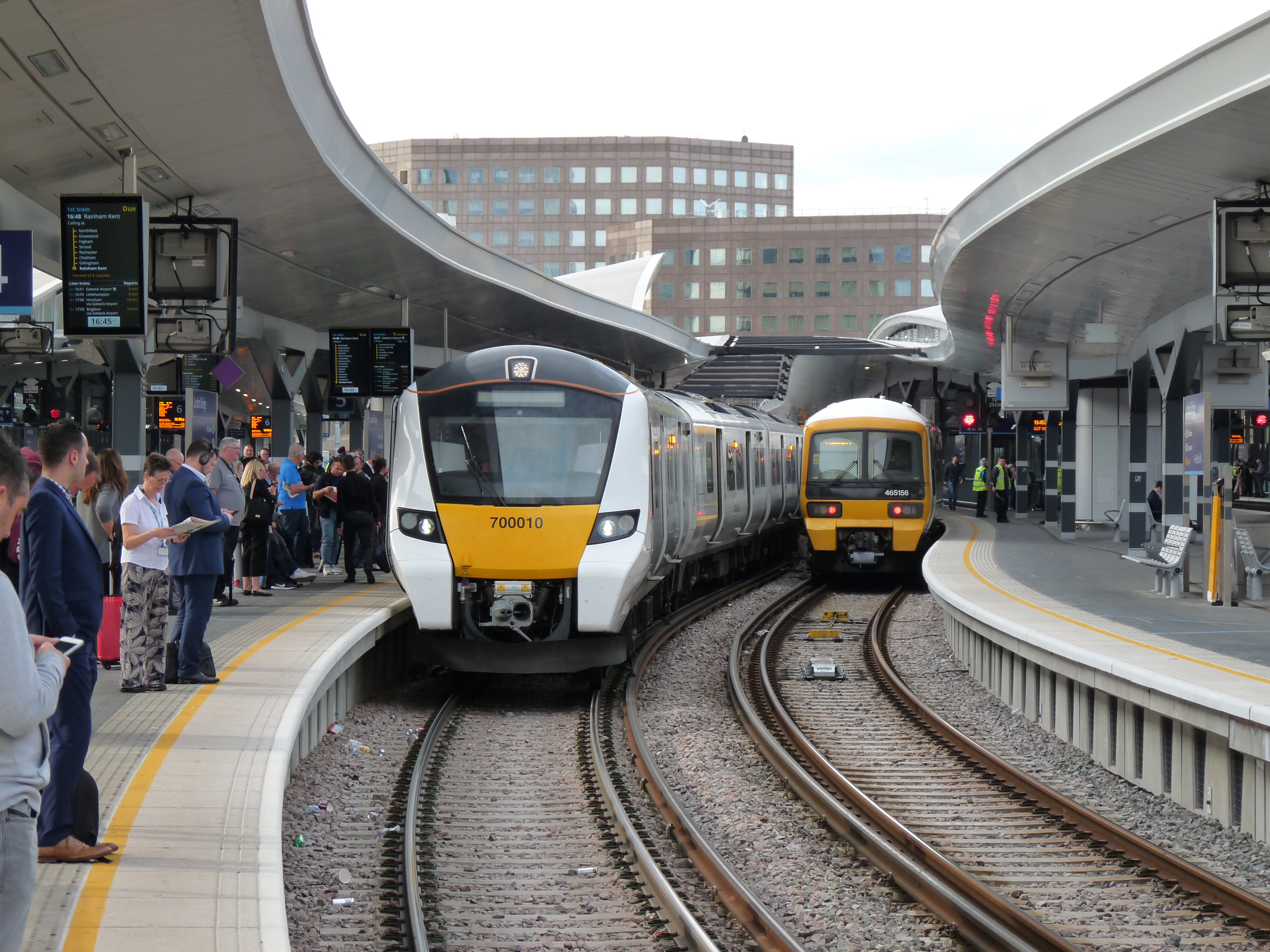
4番線の電車

ロンドン・ブリッジ駅（英語：Lodon Bridge station）は、サザーク・ロンドン特別区にある、ナショナル・レールとロンドン地下鉄の駅である。駅はロンドン橋の南東すぐの位置にあり、 比較的広い敷地を持っている。世界で最も古い鉄道駅の1つであり、ロンドンで4番目に乗降客数の多いターミナル駅である。
ウォータールー駅と同様、テムズ川以南に位置するため、地下鉄サークル線には接続していない。駅はネットワーク・レールの管理する18の旧イギリス国鉄の駅のうちの1つであり、トラベルカード・ゾーン1内にある。
地下鉄駅にはジュビリー線とノーザン線のバンク支線が乗り入れている。駅は切符売場、エントランス・エリア、トゥーリー・ストリートの出入口、そしてボロ・ハイ・ストリートの出入口から構成されている。

## 歴史
ロンドン・ブリッジ駅の開業は1836年で、デットフォード駅と共に現代のロンドン大都市圏にある最も古い鉄道駅である。通過式プラットフォームと頭端式プラットフォームを備えている。

### 沿革
- 1836年12月14日、ロンドン・アンド・グリニッジ鉄道によりトゥーリー・ストリートに開業。
- 1839年6月5日、ロンドン・アンド・クロイドン鉄道が接続。駅には、木製のトラス構造の56フィート×212フィート（17メートル×65メートル）の傾斜屋根があった。
- 1844年7月に合同駅が開業したが、1850年に廃止された。
- ロンドン・アンド・グリニッジ鉄道の高い通行料のため、ロンドン・アンド・クロイドン鉄道とサウス・イースタン鉄道の駅が廃止されたが1853年に再建され、1866年に拡張された。駅には縦88フィート横655フィート（縦27メートル横200メートル）のトラス構造の一枚屋根があった。
- 1861年、ターミナルホテルが開業。1892年にLBSCRのオフィスとなり、1941年に取り壊された。
- ロンドン・アンド・グリニッジ鉄道のプラットフォームは取り壊され、1864年1月11日、新しい通過型プラットフォームが供用開始された。これにより、ウォータールー・イースト、チャリング・クロス、ラックフライアーズ、キャノン・ストリートの各駅まで路線が延長された。
- 1925年、サザン鉄道により駅が統合された。
- イギリス国鉄が大規模再開発に着手し、1978年9月15日に正式に開業した。設計は建築家N.・D・T・ウィクレイが請け負った。

### 駅改造
2009年から2017年にかけて老朽化した駅の施設を作り替える工事が行われた。まず、駅隣接地にザ・シャードという超高層ビルが2012年に完成した。この時にコンコースとバスターミナルが新設された。次に頭端式プラットフォームの数を9から6に減らして、通過式プラットフォームを6から9に増やす工事が行われた。バリアフリー化のため、リフトやエスカレーターの新設と高架下の拡張が行われ、レンガ積アーチの一部は解体され鉄筋コンクリート造に置き換えられた。駅の入り口も2か所新設された。工事中は列車の運行を変更して駅を通過させる措置がとられた。2018年、ウィリアム王子臨席のもと新駅舎の完成を祝った。

## ナショナル・レール
北側の1番線から9番線は通過式プラットフォームであり、1番線から3番線はサウスイースタンが運行するキャノン・ストリート駅発着の列車が、4番線と5番線はテムズリンク（ゴヴィア・テムズリンク・レールウェイ）が運行するテムズリンク系統の列車が、6番線から9番線はサウスイースタンが運行するチャリング・クロス駅発着の列車がそれぞれ使用する。南側の10番線から15番線は頭端式であり、ロンドン南部やサウス・コーストへ向かうサザン（ゴヴィア・テムズリンク・レールウェイ）の列車が発着する。

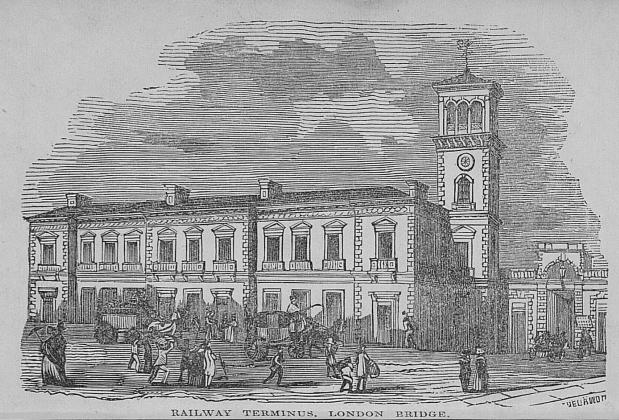
駅舎のイラスト　1844年頃
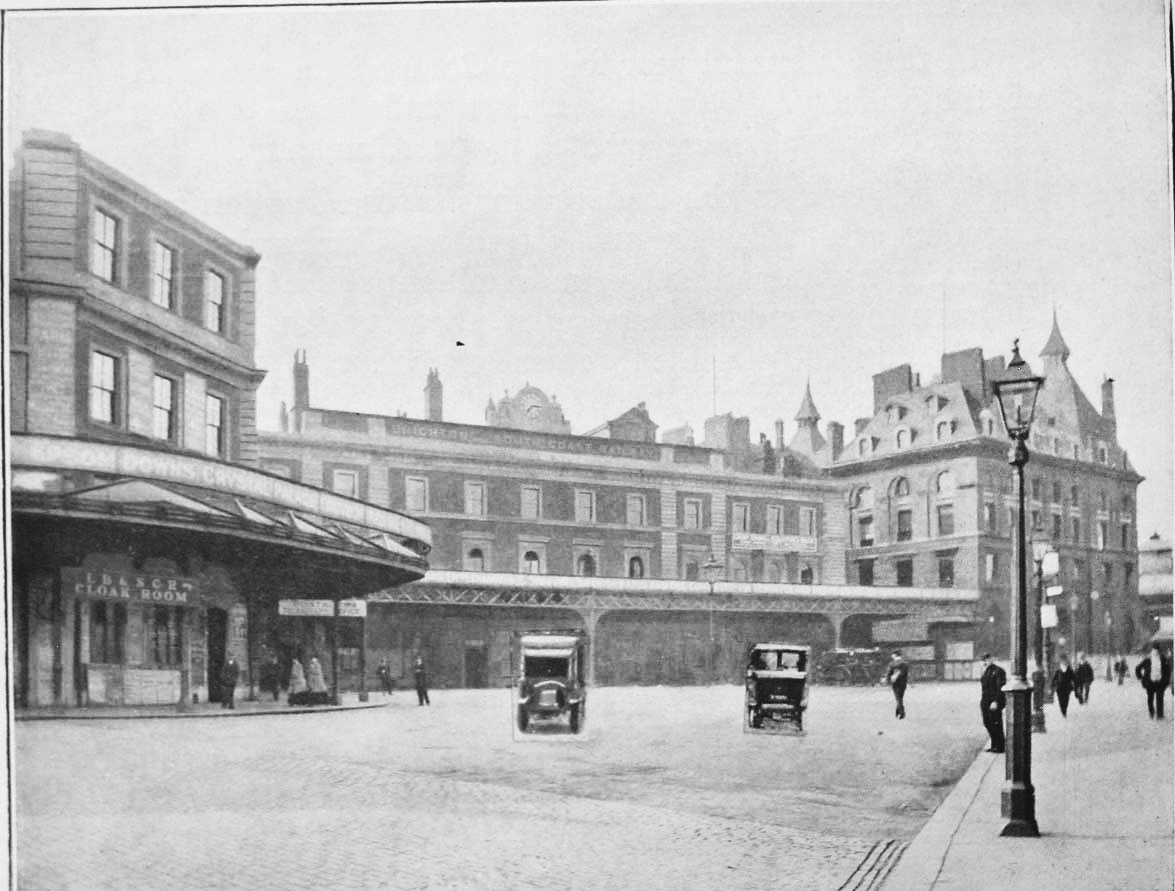
1922年頃の駅舎
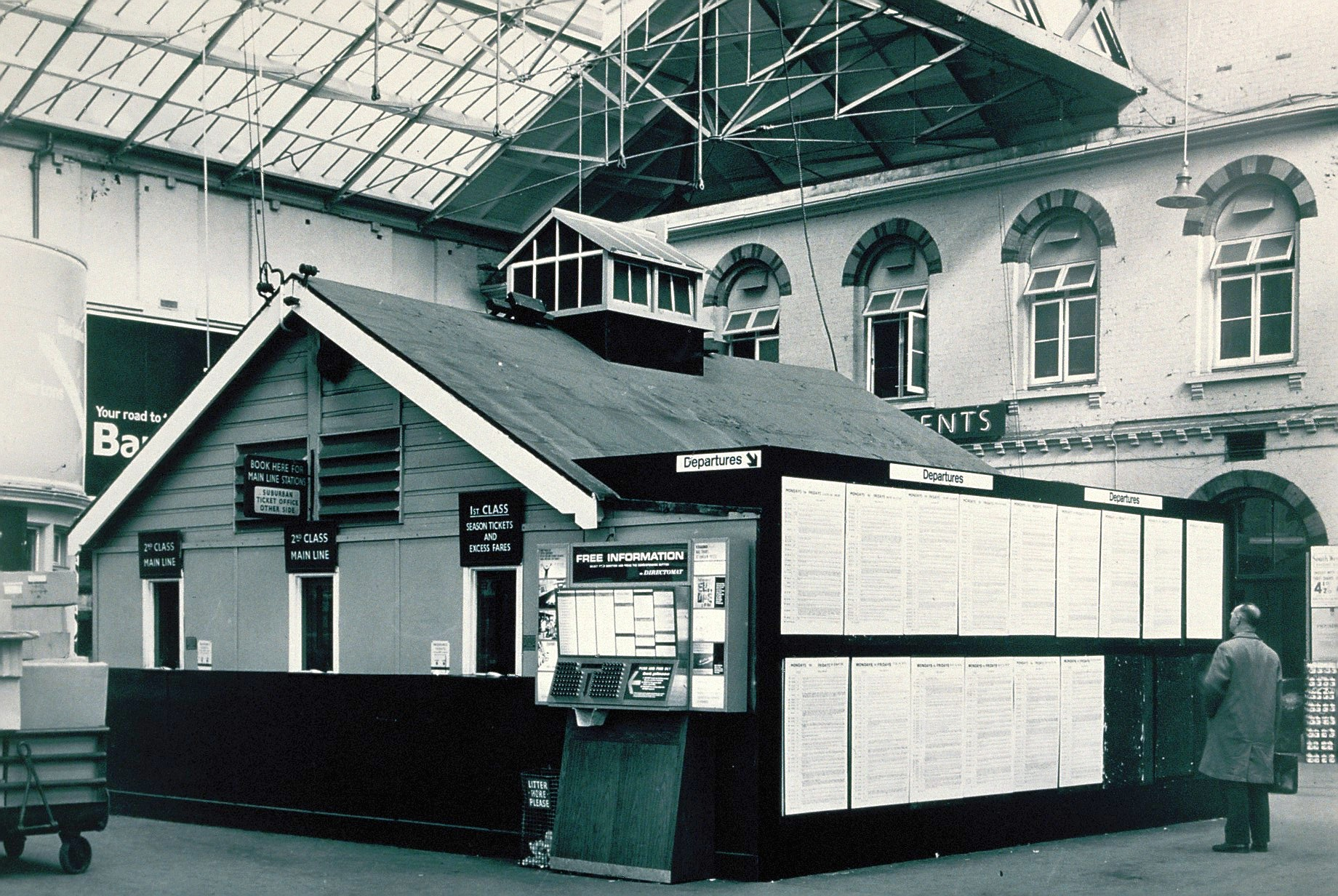
切符売り場　1965年
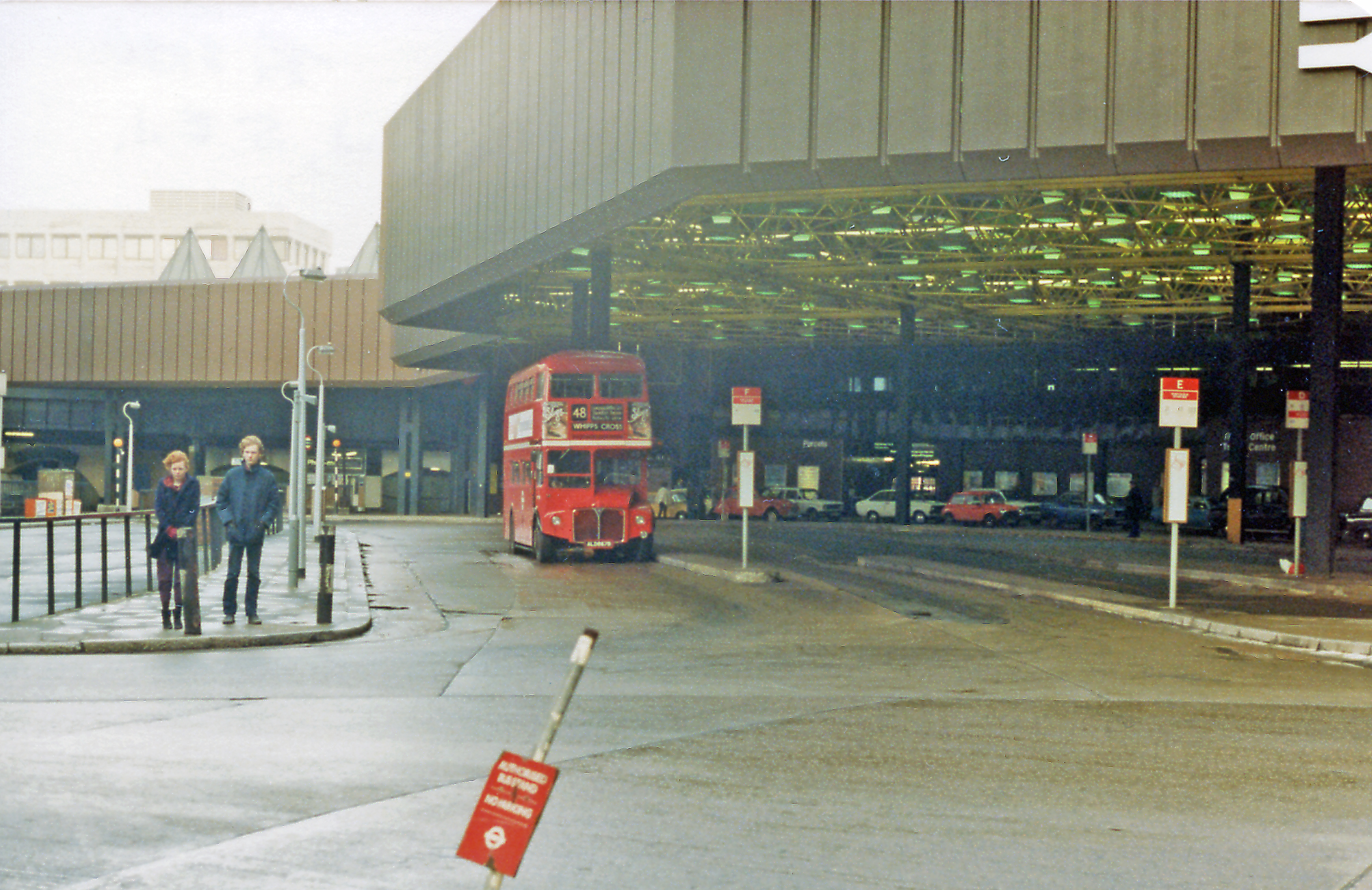
駅前のバス乗り場　1983年

### ダイヤ
平日オフピーク時の1時間当たりのダイヤは以下の通り。
■テムズリンク（ゴヴィア・テムズリンク・レールウェイ）
南行
- 4本 - ブライトン駅行き
- 2本 - ホーシャム駅行き
- 2本 - ガトウィック空港駅行き
- 2本 - レイナム駅行き

北行
- 4本 - ベッドフォード駅行き
- 2本 - ルートン駅行き
- 2本 - ケンブリッジ駅行き
- 2本 - ピーターバラ駅行き

■サウスイースタン
キャノン・ストリート駅発着・南行
- 2本 - ヘイズ駅行き
- 2本 - オーピントン駅行き

キャノン・ストリート駅発着・南行循環系統
- 各方向2本 - （キャノン・ストリート駅 - ）ロンドン・ブリッジ駅 - グリニッジ駅 - ウーリッジ・アーセナル駅 - シドカップ駅 - ロンドン・ブリッジ駅（ - キャノン・ストリート駅）
- 各方向2本 - （キャノン・ストリート駅 - ）ロンドン・ブリッジ駅 - グリニッジ駅 - ウーリッジ・アーセナル駅 - ベクスリーヒース駅 - ロンドン・ブリッジ駅（ - キャノン・ストリート駅）

キャノン・ストリート駅発着・北行
- 12本 - キャノン・ストリート駅行き

チャリング・クロス駅発着・南行
- 2本 - ベクスリーヒース駅経由ダートフォード駅行き
- 2本 - シドカップ駅経由ダートフォード駅行き（緩行）
- 2本 - シドカップ駅経由グレイヴセンド駅行き（準速達）
- 2本 - ルイシャム駅・ウーリッジ・アーセナル駅経由ダートフォード駅行き
- 2本 - ヘイズ駅行き
- 2本 - セブノークス駅行き
- 2本 - タンブリッジ・ウェルズ駅行き
- 2本 - タンブリッジ・ウェルズ駅経由ヘイスティングス駅行き
- 1本 - ドーヴァー・プライオリー駅行き
- 1本 - カンタベリー・ウェスト駅経由ラムズゲート駅行き

チャリング・クロス駅発着・北行
- 18本 - チャリング・クロス駅行き

■サザン（ゴヴィア・テムズリンク・レールウェイ）
南行
- 2本 - クリスタル・パレス駅経由ロンドン・ヴィクトリア駅行き
- 2本 - タルス・ヒル駅経由ケータラム駅行き
- 2本 - ケータラム駅・タッテナム・コーナー駅行き（パーリー駅で分割）
- 2本 - フォレスト・ヒル駅経由クールズドン・タウン駅行き
- 2本 - クリスタル・パレス駅経由ベックナム・ジャンクション駅行き
- 2本 - ウェスト・クロイドン駅経由エプソム駅行き
- 1本 - オクステッド駅経由アックフィールド駅行き

## ロンドン地下鉄

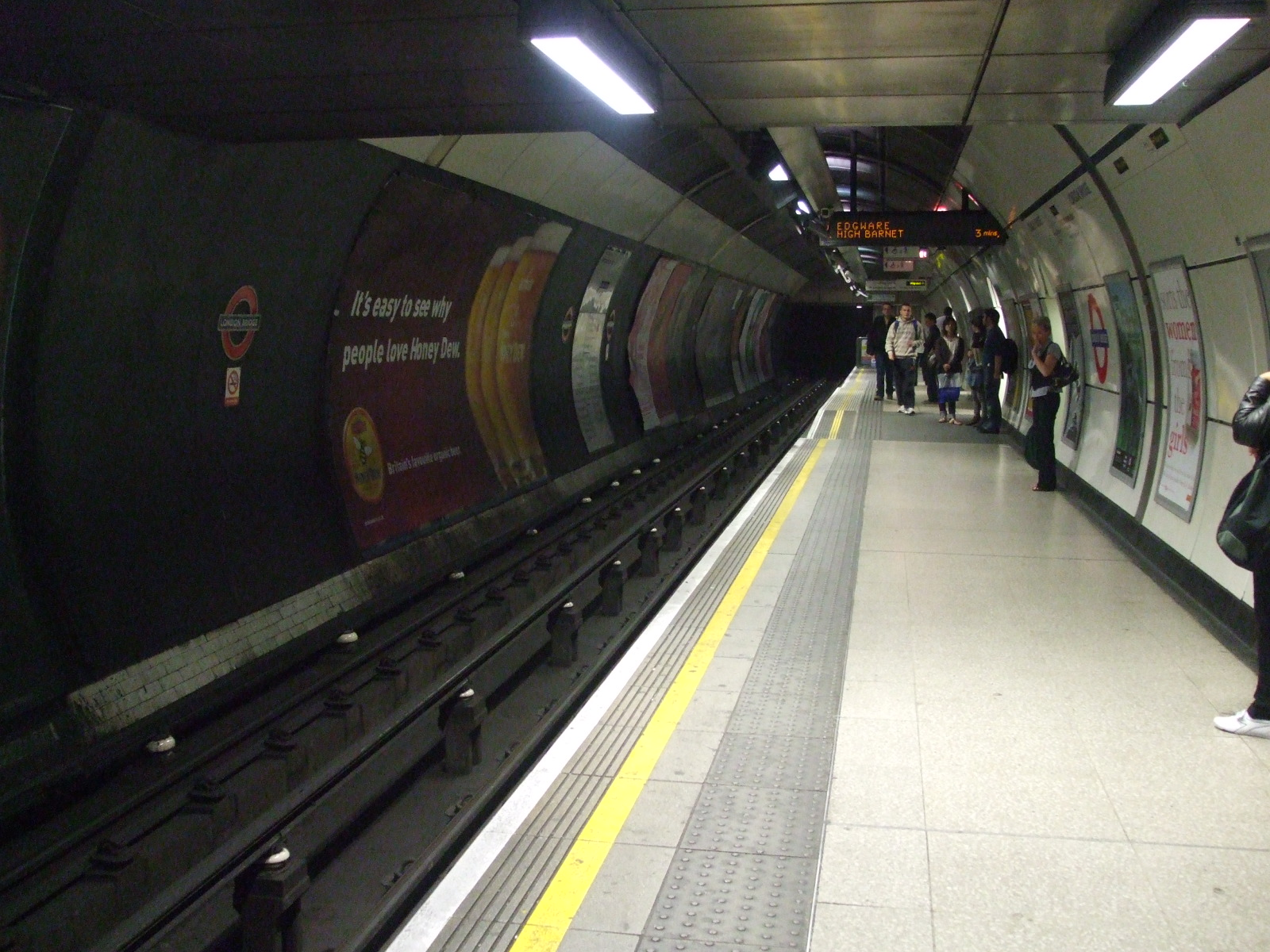
ノーザン線プラットフォーム

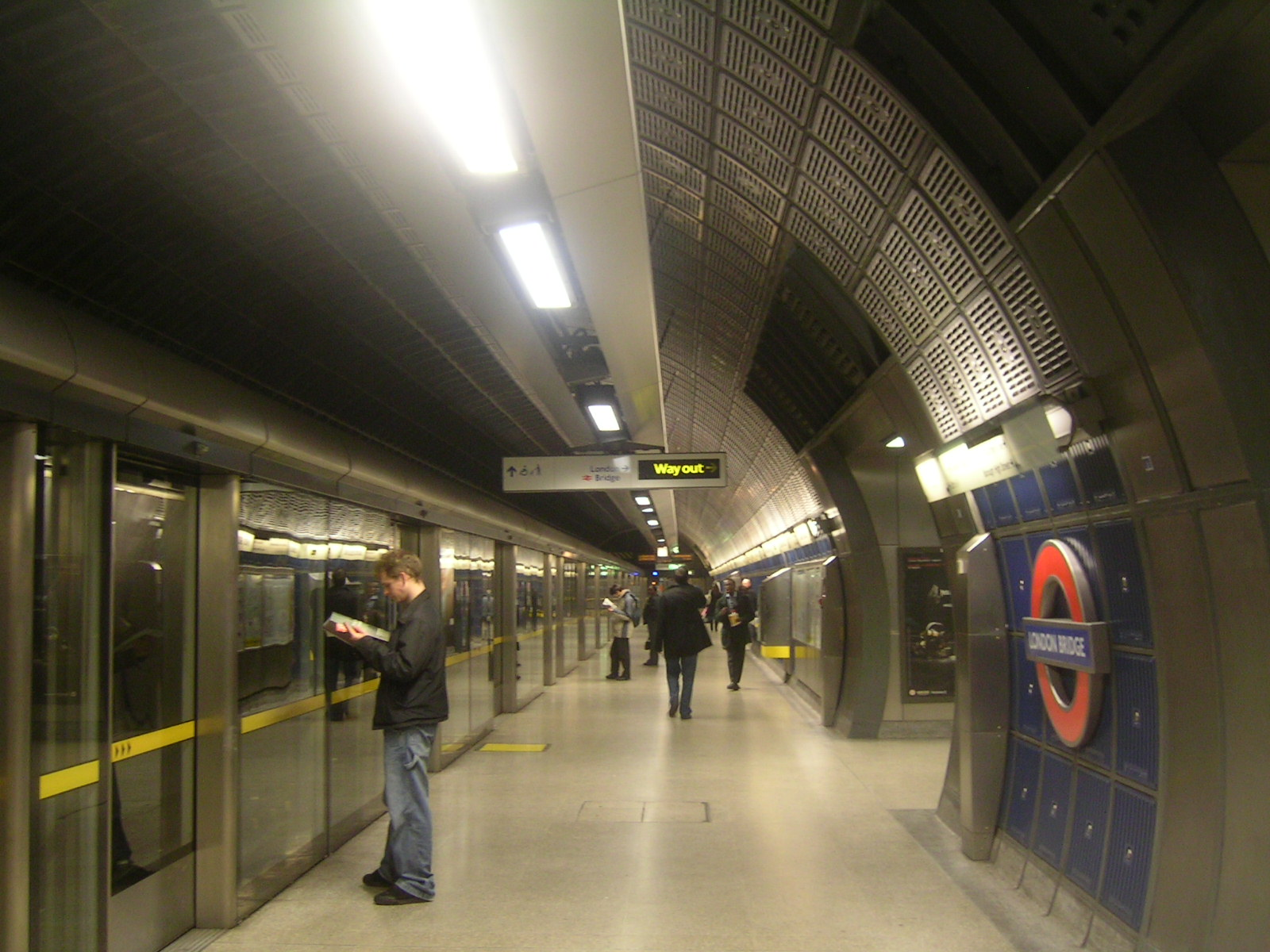
ジュビリー線プラットフォーム

ロンドン・ブリッジの地下鉄駅は、ノーザン線のボロ駅とバンク駅の間、ジュビリー線のサザーク駅とバーマンジー駅の間にある。駅はロンドン地下鉄ネットワークで6番目に乗降客が多く、また名前に「ロンドン」を持つ唯一の駅である（ナショナル・レールのターミナルは、例えば「ロンドン・ウォータールー」のように「ロンドン」を冠するが、地下鉄駅は単に「ウォータールー」である）。
元々ノーザン線の列車は、ロンドン・ブリッジ駅を迂回してキング・ウィリアム・ストリート駅終着駅（現在は廃止）まで走っていた。しかしバンクの新駅建設で輸送力に余裕ができたことにより、ロンドン・ブリッジ駅からの新しいトンネルが建設され、接続されることになった。駅の入口は元々ロンドン・ブリッジ・ストリートとステーション・アプローチの角にあるスリー・カッスルズ・ハウスにあったが、その後ボロ・ハイ・ストリートとトゥーリー・ストリートへ移転した。ノーザン線のプラットフォームは、1990年代にとジュビリー線の開業に備えてプラットフォームと乗り換え通路を増やすために改築された。
ノーザン線の駅は1900年2月25日にシティ・アンド・サウス・ロンドン鉄道（C&SLR）のボロ駅からバンク駅およびムーアゲート駅への新ルートの一部として開業した。ジュビリー線の駅は1999年10月7日にジュビリー線延伸の一部として開業した（ただし列車はその前月からノン・ストップ運転を行っていた）。ジュビリー線を建設するため、周囲の道路で開削作業を順次移動させるために数か月にわたる大規模な工事が行われた。新しい切符売場はナショナル・レールの駅下のアーチの中に作られ、乗り換えが改善された。開削中に陶器やモザイクの砕片を含む様々なローマ帝国の遺物が発見された。現在それらは駅で展示されている。
両線にそれぞれ、2つのプラットフォームとトゥーリー・ストリートとを結ぶ2基のエスカレーターがある。4つのプラットフォームはすべてボロ・ハイ・ストリート出入口と直接繋がっている。

## 駅周辺

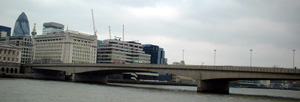
ロンドン橋

駅名の元になったロンドン橋はテムズ川に最初に架けられた橋であり、橋の南詰は古くから商業地として栄えていた。橋の北側はシティ・オブ・ロンドンである。近くにはロンドン・リバー・サービシズのピア（桟橋）がある。東部のカナリー・ワーフ、グリニッジ、および西部のエンバンクメントへの遊覧船テムズ・クリッパーを運航している。

## 事故
- 1884年2月1日、LBSCのテリア機関車71番「ウォッピング」の牽引する午後12時5分ロンドン・ブリッジ発ヴィクトリア行きの列車がD1タンク機関車と衝突し、プラットフォームの出口を塞いだ。2両の客車が脱線した[4]。
- 1895年11月27日、LB&SCRのテリア機関車70番「ポプラ」が車止めに衝突した[4]。
- 1948年1月23日午前9時30分、6PANと6PULユニットから編成される列車（8時5分シーフォード発と7時30分オーレ発）が、本来腕木式信号機で停車しなければならないところを、入線が許可されてしまった。このため列車は信号を通過し、8時20分ブライトン発の空の貯蔵車と時速15から20マイル（時速24から32キロメートル）で衝突した。この列車は2つの6PANユニットから編成されていた。衝突された列車は車止めを通過し、売場を破壊した。この事故は3人の死者と34人の負傷者を出した[5]。
- 1999年1月8日、当駅のすぐ近くでスパ・ロード・ジャンクション鉄道事故（英語版）が発生した。

## 隣の駅
ナショナル・レール
■テムズリンク（ゴヴィア・テムズリンク・レールウェイ）
ブラックフライアーズ駅 - ロンドン・ブリッジ駅 - ノーウッド・ジャンクション駅／イースト・クロイドン駅
ブラックフライアーズ駅 - ロンドン・ブリッジ駅 - デトフォード駅
■サウスイースタン
ウォータールー・イースト駅 - ロンドン・ブリッジ駅 - ルイシャム駅／オーピントン駅
キャノン・ストリート駅 - ロンドン・ブリッジ駅 - ニュー・クロス駅
キャノン・ストリート駅 - ロンドン・ブリッジ駅 - デトフォード駅
■サザン（ゴヴィア・テムズリンク・レールウェイ）
ロンドン・ブリッジ駅 - ニュー・クロス・ゲート駅／ノーウッド・ジャンクション駅／イースト・クロイドン駅
ロンドン・ブリッジ駅 - サウス・バーマンジー駅
ロンドン地下鉄
■ジュビリー線
サザーク駅 - ロンドン・ブリッジ駅 - バーマンジー駅
■ノーザン線
ボロ駅 - ロンドン・ブリッジ駅 - バンク駅

## 近くの駅

### ナショナル・レール
- キャノン・ストリート駅
- ブラックフライアーズ駅
- ウォータールー駅
- ウォータールー・イースト駅
- エレファント&キャッスル駅

### ロンドン地下鉄
- ボロ駅
- バンク駅
- サザーク駅
- エンバンクメント駅
- バーマンジー駅（英語版）